# Pomme d'or de la discorde

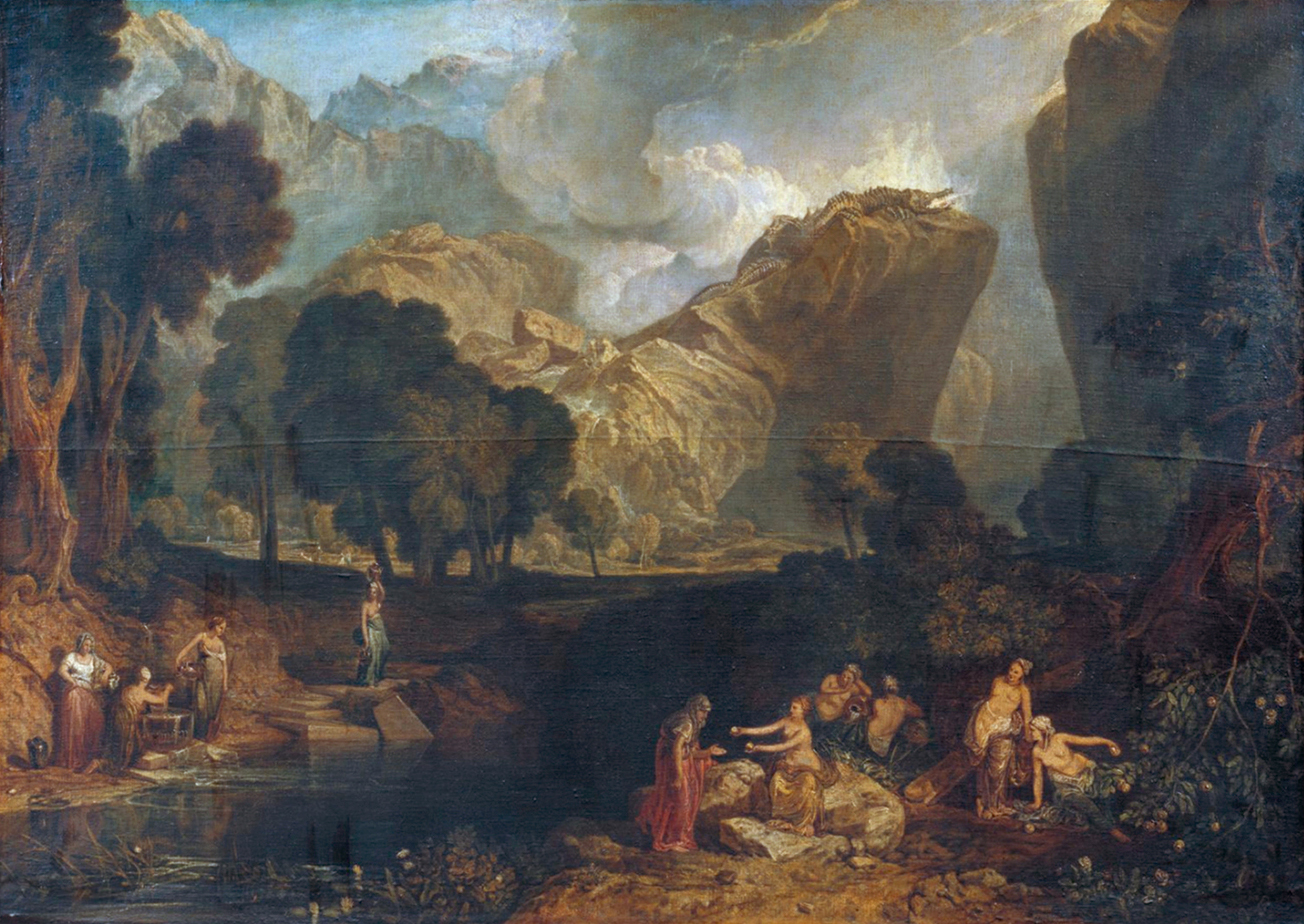
J. M. W. Turner, The Goddess of Discord (Éris, déesse de la discorde choisissant la pomme dans le Jardin des Hespérides).

La Pomme d'or de la Discorde est, dans la mythologie grecque, un présent fait par Eris, la déesse de la discorde, à « la plus belle » des déesses de l'Olympe. Eris ne précisant pas le nom de la déesse en question, une rivalité s'ensuit entre les déesses qui mènera à la guerre de Troie.
En référence à cet épisode, le terme « pomme de discorde » ou « pomme de la discorde » est utilisé familièrement pour désigner le cœur, ou le nœud d'une querelle, ou d'un petit désaccord qui pourrait conduire à un conflit plus grand.

## Origine
La Pomme de la Discorde est, dans la mythologie grecque, jetée par la déesse Éris offensée de ne pas avoir été invitée au mariage de Pélée et Thétis. Elle lance la pomme avec inscrit dessus « Pour la plus belle ». Une dispute s'ensuit entre Héra, Athéna et Aphrodite qui revendiquent toutes les trois le fruit. Elles demandent donc à Zeus de les départager. Mais Zeus qui doit choisir entre sa femme, Héra, ses filles Athéna et Aphrodite déclare que ce serait mieux de demander à un "innocent" un "mortel" nommé Pâris. Pour qu'il les choisisse, les trois déesses lui promettent donc des cadeaux : Héra lui propose la puissance royale, Athéna la gloire militaire et Aphrodite la plus belle femme du monde. Pâris accepte la proposition d'Aphrodite. Il part à Sparte et enlève la belle Hélène, femme du roi Ménélas pour l’emmener à Troie.
Furieux, les Grecs forment une coalition et partent pour Troie dans le but de récupérer Hélène et détruire la ville.
C’est le début de la guerre de Troie racontée dans l'Iliade d'Homère où de nombreux héros s’affrontent (parmi lesquels Achille, Ajax, Ulysse ou Hector).

### Inscription sur la pomme
Dans certaines sources plus tardives, Éris a inscrit sur la pomme « À la plus belle » avant de la jeter. La version la plus populaire de l'inscription est, en grec ancien, τῇ καλλίστῃ / têi kallístēi (grec moderne : τη καλλίστη / ti kallísti), « Pour/À la plus belle ». Καλλίστῃ est le datif singulier du superlatif féminin de καλός, « belle ».
Dans les sources latines, le mot utilisé est formosissima.

## Utilisation dérivée
De ce fait, dans la mythologie romaine, la déesse correspondant à la déesse grecque Éris est nommée « Discordia ». En allemand et en néerlandais, l'expression est utilisée de manière beaucoup plus familière, bien qu'en allemand, la version la plus courante n'est pas der Apfel Zwietracht (lit. « Pomme de la Discorde »), mais Zankapfel (« Pomme-Querelle ») et, plus rarement, Erisapfel. En néerlandais, le terme commun est twistappel (« Pomme-Conflit »).

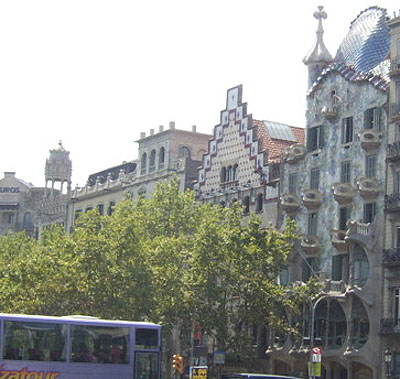
La manzana de la discordia (la tourelle de gauche appartient à la Casa Lleó Morera ; le pignon à redents est celui de la Casa Amatller ; et la façade incurvée à droite, la Casa Batlló).

Dans le quartier d'Eixample (Barcelone), un immeuble est surnommé en espagnol La manzana de la discordia (catalan : L'illa de la discòrdia), image ci-contre. La raison de cet usage, découle du double sens de manzana signifiant à la fois « pomme » et « pâté de maisons » en espagnol.
Il a ainsi été nommée (« immeuble de la discorde »), car il dispose de quatre interprétations différentes du Modernisme en architecture : la Casa Batlló d'Antoni Gaudí, la Casa Lleó Morera de Lluís Domènech i Montaner, la Casa Amatller de Josep Puig i Cadafalch et la Casa Mulleras d'Enric Sagnier.

## Dans les arts et la culture

### Filmographie

#### Cinéma
- Éris : La Légende de la pomme d'or

#### Télévision
- Billy et Mandy où le personnage d'Eris crée régulièrement des catastrophes avec sa pomme.
- Les Grands Mythes épisode 1 La pomme de la discorde de la saison 2.

### Jeux vidéos
- Dans Professeur Layton et l'Étrange Village, le professeur Layton et son assistant Luke doivent résoudre le mystère de la Pomme d'Or.

### Iconographie

#### Bande dessinée
- Achille tome La Belle Hélène, au début de l'album Eris jette sa pomme parmi les déesses.
- La Sagesse des mythes tome 1 L'Iliade : La pomme de la discorde.

#### Manga
- Le mythe est repris dans l'épisode 13 La pomme d'or de La petite Olympe et les dieux.